# Aegon Open Nottingham 2017 - Qualificazioni femminili
Le qualificazioni del singolare dell'Aegon Open Nottingham sono state un torneo di tennis preliminare per accedere alla fase finale della manifestazione. Le vincitrici dell'ultimo turno sono entrate di diritto nel tabellone principale. In caso di ritiro di una o più giocatrici aventi diritto a queste sono subentrate le lucky loser, ossia le giocatrici che hanno perso nell'ultimo turno ma che avevano una classifica più alta rispetto alle altre partecipanti che avevano comunque perso nel turno finale.

## Teste di serie
1. Sachia Vickery (ultimo turno)
2. Kristie Ahn (qualificata)
3. Tereza Martincová (qualificata)
4. Elizaveta Kuličkova (qualificata)
5. Isabella Šinikova (primo turno)
6. Lizette Cabrera (ultimo turno)
7. Destanee Aiava (ultimo turno)

1. Grace Min (qualificata)
2. Jana Fett (qualificata)
3. Magdaléna Rybáriková (spostata al tabellone principale)
4. Michelle Larcher de Brito (primo turno)
5. Deniz Khazaniuk (primo turno)
6. Caroline Dolehide (ultimo turno)

## Qualificate
1. Jana Fett
2. Kristie Ahn
3. Tereza Martincová

1. Elizaveta Kuličkova
2. Dajana Jastrems'ka
3. Grace Min

## Tabellone

### Legenda
| - Q = Qualificato - WC = Wild card - LL = Lucky loser | - ALT = Alternate - SE = Special Exempt - PR = Protected Ranking | - w/o = Walkover - r = Ritirato - d = Squalificato |

### Sezione 1
|  | 1º turno | 1º turno       | 1º turno       | 1º turno | 1º turno |  |  | 2º turno       | 2º turno       | 2º turno       | 2º turno | 2º turno |  |
|  |          |                |                |          |          |  |  |                |                |                |          |          |  |
|  | 1        | Sachia Vickery | Sachia Vickery | 6        | 7        |  |  |                |                |                |          |          |  |
|  |          | Brianna Morgan | Brianna Morgan | 2        | 5        |  |  | Sachia Vickery | Sachia Vickery | Sachia Vickery | 4        | 3        |  |
|  |          | Alexa Glatch   | Alexa Glatch   | 3        | 4        |  |  | Jana Fett      | Jana Fett      | Jana Fett      | 6        | 6        |  |
|  | 9        | Jana Fett      | Jana Fett      | 6        | 6        |  |  |                |                |                |          |          |  |

### Sezione 2
|  | 1º turno | 1º turno           | 1º turno           | 1º turno | 1º turno |  |  | 2º turno       | 2º turno       | 2º turno       | 2º turno | 2º turno |  |
|  |          |                    |                    |          |          |  |  |                |                |                |          |          |  |
|  | 2        | Kristie Ahn        | Kristie Ahn        | 6        | 6        |  |  |                |                |                |          |          |  |
|  |          | Gabriela Dabrowski | Gabriela Dabrowski | 3        | 4        |  |  | Kristie Ahn    | Kristie Ahn    | Kristie Ahn    | 7        | 6        |  |
|  | WC       | Laura Deigman      | Laura Deigman      | 3        | 4        |  |  | Destanee Aiava | Destanee Aiava | Destanee Aiava | 5        | 2        |  |
|  | 7        | Destanee Aiava     | Destanee Aiava     | 6        | 6        |  |  |                |                |                |          |          |  |

### Sezione 3
|  | 1º turno | 1º turno          | 1º turno          | 1º turno | 1º turno |  |  | 2º turno          | 2º turno          | 2º turno          | 2º turno | 2º turno |  |
|  |          |                   |                   |          |          |  |  |                   |                   |                   |          |          |  |
|  | 3        | Tereza Martincová | Tereza Martincová | 6        | 6        |  |  |                   |                   |                   |          |          |  |
|  | WC       | Freya Christie    | Freya Christie    | 3        | 3        |  |  | Tereza Martincová | Tereza Martincová | Tereza Martincová | 6        | 6        |  |
|  | WC       | Eden Silva        | 6                 | 3        | 6        |  |  | Eden Silva        | Eden Silva        | Eden Silva        | 2        | 3        |  |
|  | 12       | Deniz Khazaniuk   | 3                 | 6        | 1        |  |  |                   |                   |                   |          |          |  |

### Sezione 4
|  | 1º turno | 1º turno            | 1º turno            | 1º turno | 1º turno |  |  | 2º turno            | 2º turno            | 2º turno | 2º turno | 2º turno |  |
|  |          |                     |                     |          |          |  |  |                     |                     |          |          |          |  |
|  |          |                     |                     |          |          |  |  | Elizaveta Kuličkova | Elizaveta Kuličkova | 65       | 6        | 6        |  |
|  |          | Alexandra Stevenson | Alexandra Stevenson | 3        | 4        |  |  | Caroline Dolehide   | Caroline Dolehide   | 7        | 3        | 4        |  |
|  | 13       | Caroline Dolehide   | Caroline Dolehide   | 6        | 6        |  |  |                     |                     |          |          |          |  |

### Sezione 5
|  | 1º turno | 1º turno                  | 1º turno                  | 1º turno | 1º turno |  |  | 2º turno           | 2º turno           | 2º turno | 2º turno | 2º turno |  |
|  |          |                           |                           |          |          |  |  |                    |                    |          |          |          |  |
|  | 5        | Isabella Šinikova         | Isabella Šinikova         | 5        | 6        |  |  |                    |                    |          |          |          |  |
|  | WC       | Ashley Weinhold           | Ashley Weinhold           | 7        | 7        |  |  | Ashley Weinhold    | Ashley Weinhold    | 6        | 2        | 2        |  |
|  |          | Dajana Jastrems'ka        | Dajana Jastrems'ka        | 6        | 6        |  |  | Dajana Jastrems'ka | Dajana Jastrems'ka | 3        | 6        | 6        |  |
|  | 11       | Michelle Larcher de Brito | Michelle Larcher de Brito | 3        | 1        |  |  |                    |                    |          |          |          |  |

### Sezione 6
|  | 1º turno | 1º turno          | 1º turno          | 1º turno | 1º turno |  |  | 2º turno        | 2º turno        | 2º turno | 2º turno | 2º turno |  |
|  |          |                   |                   |          |          |  |  |                 |                 |          |          |          |  |
|  | 6        | Lizette Cabrera   | Lizette Cabrera   | 6        | 6        |  |  |                 |                 |          |          |          |  |
|  |          | Caitlin Whoriskey | Caitlin Whoriskey | 2        | 1        |  |  | Lizette Cabrera | Lizette Cabrera | 7        | 4        | 4        |  |
|  |          | Darija Jurak      | Darija Jurak      | 1        | 3        |  |  | Grace Min       | Grace Min       | 5        | 6        | 6        |  |
|  | 8        | Grace Min         | Grace Min         | 6        | 6        |  |  |                 |                 |          |          |          |  |